# エネトピア
エネトピアは、鳥取ガス株式会社、鳥取ガス産業株式会社の2社が中核となって形成している企業集団。

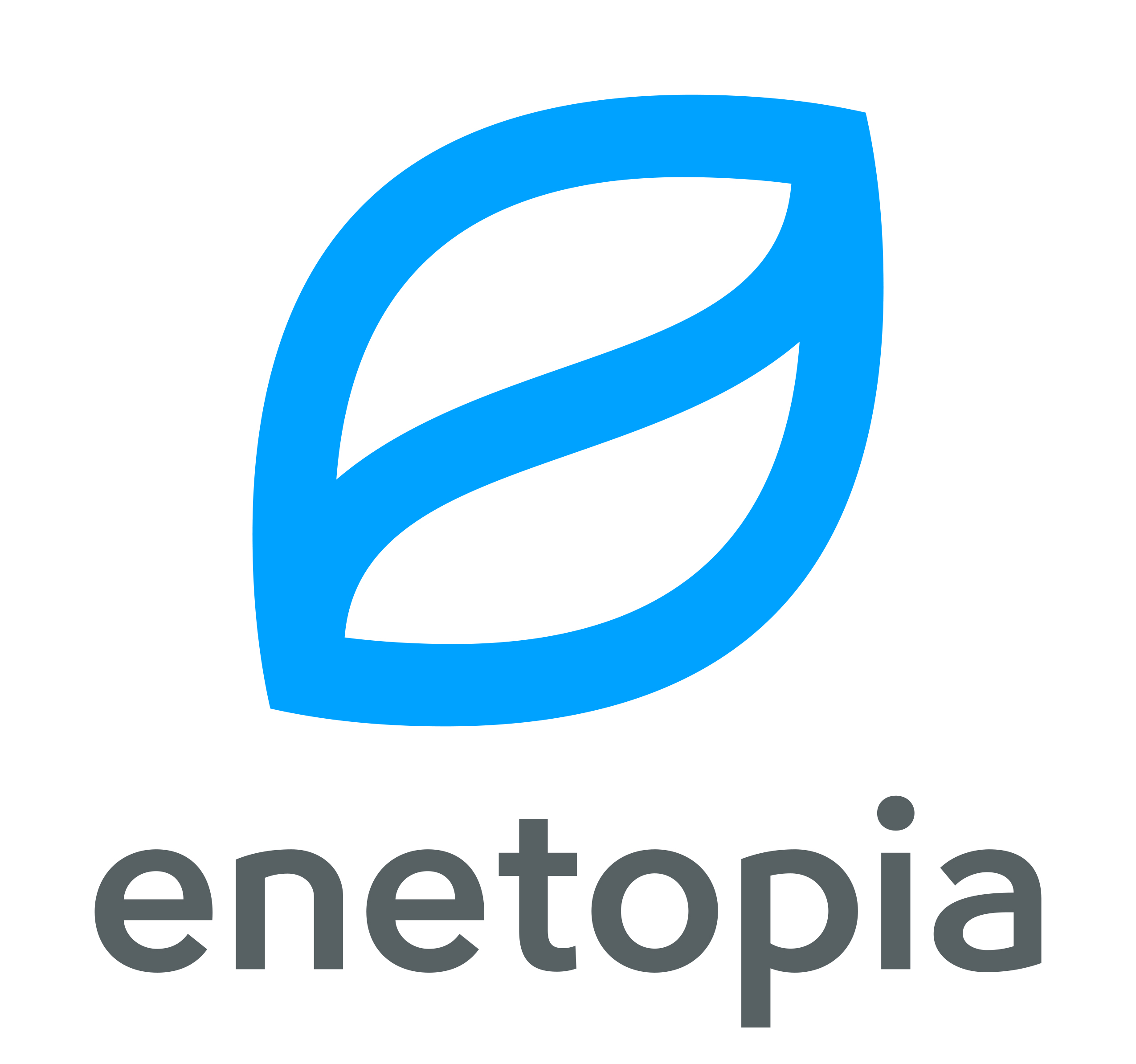
ブランドマーク

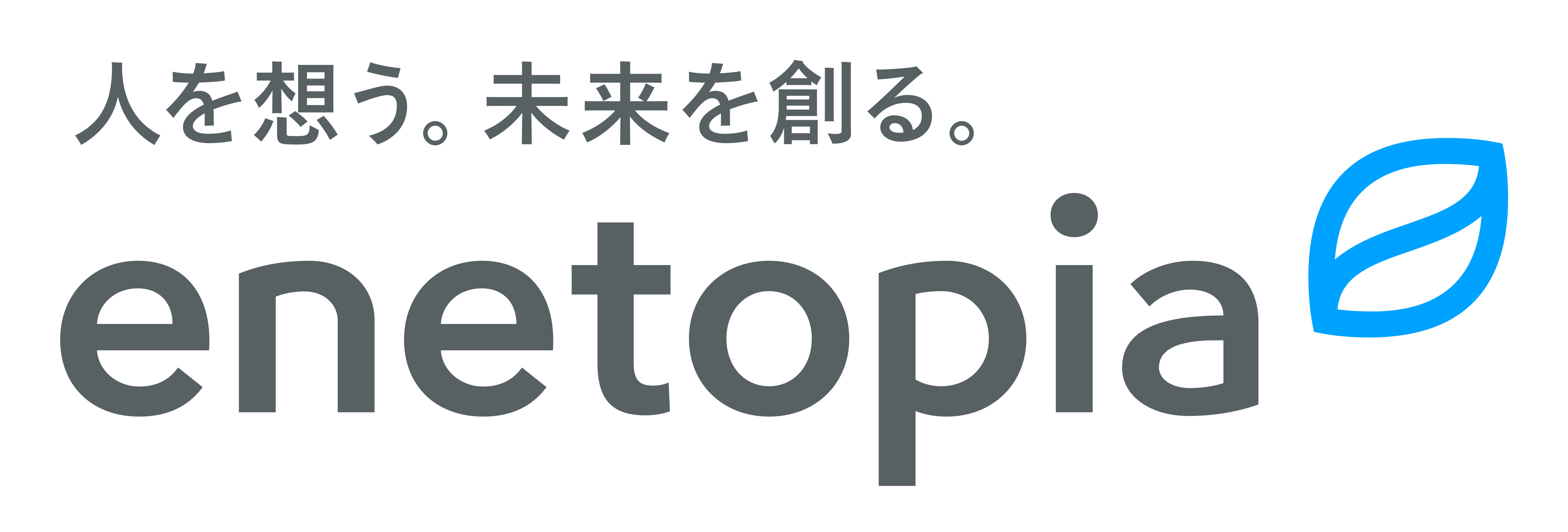
ブランドマーク（タグライン）

## 概要
元々は鳥取ガスグループと呼んでいたが、2018年7月の新ブランド「enetopia（エネトピア）」導入にあわせエネトピアと名称を変更した。
「enetopia（エネトピア）」とはエネルギーとユートピアを掛け合わせた造語で、地域の資源からエネルギーを創出するだけではなく、地域を活性化するという意味でのエネルギー。そして地域の人々と共にユートピア（理想郷）を実現したいとの意味を込めた名称となっている。またエネトピアの文字の中心にあるtoは創業の地である鳥取を起点にサービスを広げる意味が込められており、さらにエネルギー事業者のトップを目指す意志も込められている。
タグラインは「人を想う。未来を創る。」これは、未来の子供達、地域、地球環境のために、永続的な経済システムを構築する意志を表現した、普遍的なメッセージとなっている。
ブランドマークは「エナジーシード」と名付けられており、エネトピアがエネルギーを生み出す種となり、鳥取からその先の街へエネルギーと元気の種を届け育てるという意味合いと、エネルギーを循環させるという意味を含んでいる。ブランドカラーはアズールブルー。雲ひとつない紺碧の空色指しエネトピアが実現する理想のクリーンエネルギー社会に広がる青空をイメージしている。

## グループ企業
- 鳥取ガス株式会社
- 鳥取ガス産業株式会社
- 株式会社とっとり市民電力
- エネトピアライフサービス株式会社
- エネトピアエンジニア株式会社
- エネトピアコミュニケーションズ株式会社